# Салопек, Пол
Пол Салопек (англ. Paul Salopek, род. 9 февраля 1962 года) — американский журналист, лауреат двух Пулитцеровских премий и ряда других профессиональных наград. В 2013 году Салопек начал семилетнее пешее путешествие «Из Эдема», во время которого рассказывает о современных конфликтах в контексте ранних миграций человечества.

## Биография
Пол Салопек родился в калифорнийском городе Барстоу. Вскоре его отец оставил государственную службу и вместе с семьёй перебрался в центральную Мексику. Чтобы получить диплом бакалавра экологической биологии в Калифорнийском университете, Пол Салопек переехал в Санта-Барбару, откуда позднее начал путешествовать по стране, работая промышленным рыболовом. Он продолжал периодически выходить в море даже после начала журналистской карьеры. Так, последний раз он участвовал в рейде из массачусетского города Нью-Бедфорд в 1991 году.
Вскоре после окончания университета в 1984 году Салопек получил свою первую репортёрскую позицию в розуэлльском издании Rosewell Daily Record. Его мотоцикл сломался во время путешествия, и Салопек был вынужден устроиться в газету, чтобы заработать на его ремонт. Уже через год он покинул издание и несколько лет работал фрилансером. В 1989 году его приняли в штат El Paso Times, где он освещал проблемы мигрантов. Через год он возглавил бюро Gannett News Service, ещё через два года — перешёл в редакцию National Geographic. Изначально он отвечал за написание лендингов, а к 1995 году создал свой первый документальный фильм об африканских горных гориллах. В 1993 году его материалы были удостоены Премии Джеймса Аронсона. Репортёр продолжал периодически сотрудничать с National Geographic даже после перехода в штат Chicago Tribune в 1996-м. Так, в 2003 году он участвовал в создании материала «Разрушенный Судан: бурение в поисках нефти, надежда на мир» (англ. Shattered Sudan: Drilling for Oil, Hoping for Peace), в 2005 — статьи «Кто правит лесом?» (англ. Who Rules the Forest?).
С 1996 по 2009 год Салопек работал обозревателем в Chicago Tribune. В частности, среди его работ для издания был проект «Разнообразие генома человека», направленный на определение генетической взаимосвязи между всеми людьми. В 1998 году он был отмечен первой Пулитцеровской премией за мастерство. Через два года журналист переориентировался на международную повестку и отправился в путешествие по Африке. Так, он освещал Гражданскую войну в Анголе, войну в Конго, войну между Эфиопией и Эритреей, расследовал незаконную торговлю алмазами, маслом и другими природными ресурсами. Он также предпринял пятинедельное путешествие вниз по реке Конго, чтобы осветить ситуацию в контролируемых повстанцами регионах. В 2001 году жюри Пулитцеровской премии отметило его работы за «репортажи о политических беспорядках и эпидемиях, опустошивших Африку». Кроме того, журналист вёл репортажи с Балканского полуострова и из Центральной Азии, сообщал о событиях в охваченных войной Афганистане и Ираке, а также некоторое время возглавлял бюро Chicago Tribune в Йоханнесбурге.
6 августа 2006 года Пол Салопек, его водитель и переводчик были арестованы проправительственными силами в охваченной войной суданской области Дарфур. В тот момент он находился в плановом отпуске в Chicago Tribune, но выполнял задание для редакции National Geographic. Вскоре суд вынес репортёру обвинение в шпионаже, незаконном распространении информации и написании «ложных новостей». Через месяц заключения журналиста выпустили на свободу.
Весной 2009 года журналиста называли одним из фаворитов предстоящей Пулитцеровской премии за репортаж о войне США с терроризмом в Сомали, который принёс корреспонденту Премию Джорджа Полка. Но Chicago Tribune ликвидировал отдел международных новостей и Салопек был вынужден подать в отставку. Всего за свою карьеру репортёр был отмечен Премией Национального пресс-клуба, Премией Клуба зарубежных корреспондентов, Премией Дэниела Перла за мужество в журналистике и Премией Элайджи Пэриша Лавджоя, присуждаемой за защиту свободы прессы. В 2012-м он стал стипендиатом Фонда Нимана.
В 2013 году Пол Салопек начал семилетнее пешее путешествие «Из Эдема». При поддержке National Geographic, Пулитцеровского центра, Фондов Найта и «Изобилие» журналист отправился по маршруту миграции человечества. Он проследовал из Великой рифтовой долины в Эфиопии через Среднюю Азию, Сибирь, Аляску, Северную и Южную Америки к архипелагу Огненная Земля. Его маршрут охватывает более 33,5 тысяч километров. Проект был задуман как «лаборатория медленной журналистики»: во время своего путешествия Салопек знакомился с жизнью местных жителей и в качестве очевидца рассказывал о международных новостях, предлагая читателям рассмотреть их в контексте развития человечества.